# Corbières-Boutenac
Corbières-Boutenac is een uitsluitend rode Franse wijn uit de Languedoc.

## Kwaliteitsaanduiding
De wijn heeft sinds 2005 een AOC-AOP-status.

## Toegestane druivensoorten
Carignan (30-50%), Grenache, Syrah (maximaal 30%) en Mourvèdre.

## Gebied
Het gebied is een van de 11 terroirs van de Corbières in het departement Aude. Het ligt in het noordkant van het centrale deel en omvat 10 gemeenten.

## Terroir
Het gebied heeft arme grond en bestaat kleine rotsachtige heuvels. Het ligt 80–100 m boven zeeniveau. Er heerst een Mediterraan klimaat met zeer weinig regen. Door de bergketen wordt het beschut tegen wind uit het zuiden en van zee. Deze combinatie van factoren maakt het geschikt voor druiven die een lange rijping hebben zoals Carignan en Mourvèdre.

## Opbrengst en productie
- Areaal is 1.429 ha. in 10 dorpen.
- Opbrengst is gemiddeld 45 hl/ha.
- Productie bedraagt 5.117 hl (2005).

## Producenten
- 4 coöperaties
- 18 private wijnboeren